# Olena Chomrova
Olena Chomrova (ukrainska: Олена Хомрова), född den 16 maj 1987 i Mykolajiv, Ukrainska SSR, Sovjetunionen, är en ukrainsk fäktare som tog OS-guld i damernas lagtävling i sabel i samband med de olympiska fäktningstävlingarna 2008 i Peking.